# 4. Unterseebootsflottille
De 4. Unterseebootsflottille was een opleidingseenheid van de Duitse Kriegsmarine tijdens de Tweede Wereldoorlog. De eenheid werd in mei 1941 opgericht en kwam onder leiding te staan van Werner Jacobsen.
280 U-Boten maakten tijdens het bestaan van de eenheid deel uit van de 4. Unterseebootsflottille. De eenheid was tijdens haar gehele bestaan gevestigd in Stettin, Polen. Tijdens de opleiding werd de bemanningsleden de basisvaardigheden bijgeleerd. In mei 1945 werd de eenheid officieel opgeheven.

## Commandanten
- Mei 1941 - juni 1942 - Kapitänleutnant Werner Jacobsen[1]
- Juli 1942 - juli 1942 - Kapitänleutnant Fritz Frauenheim[1]
- augustus 1942 - mei 1945 - Fregattenkapitän Heinz Fischer[1]